# Halowe Mistrzostwa Europy w Lekkoatletyce 2011 – skok o tyczce mężczyzn
Skok o tyczce mężczyzn – jedna z konkurencji rozegranych podczas halowych lekkoatletycznych mistrzostw Europy w hali Palais Omnisports de Paris-Bercy w Paryżu.

## Terminarz
| Data    | Godzina |            |
| ------- | ------- | ---------- |
| 4 marca | 16:15   | Eliminacje |
| 5 marca | 15:45   | Finał      |

## Rezultaty

### Eliminacje
Do eliminacji zgłoszono 17 tyczkarzy. Aby awansować do finału – w którym startuje ósemka zawodników – należało uzyskać wynik 5,75. W przypadku gdyby rezultat ten osiągnęła mniejsza liczba skoczków – lub żaden ze startujących – kryterium awansu były najlepsze wyniki uzyskane przez startujących (q).
| Poz. | Zawodnik               | Reprezentacja | #5,00 | #5,20 | #5,40 | #5,55 | 5,65 | Rezultat | Uwagi |
| ---- | ---------------------- | ------------- | ----- | ----- | ----- | ----- | ---- | -------- | ----- |
| 1.   | Renaud Lavillenie      | Francja       | –     | –     | –     | o     | o    | 5,65     | q     |
| 1.   | Tim Lobinger           | Niemcy        | –     | –     | o     | o     | o    | 5,65     | q, SB |
| 1.   | Paweł Wojciechowski    | Polska        | –     | –     | o     | o     | o    | 5,65     | q     |
| 4.   | Jérôme Clavier         | Francja       | –     | –     | o     | xo    | o    | 5,65     | q     |
| 4.   | Malte Mohr             | Niemcy        | –     | –     | o     | xo    | o    | 5,65     | q     |
| 6.   | Igor Pawłow            | Rosja         | –     | –     | o     | xo    | xo   | 5,65     | q     |
| 7.   | Konstadínos Filippídis | Grecja        | –     | o     | o     | o     | xxo  | 5,65     | q     |
| 8.   | Fabian Schulze         | Niemcy        | –     | –     | o     | o     | xxx  | 5,55     | q     |
| 9.   | Maksym Mazuryk         | Ukraina       | –     | –     | xo    | o     | xx   | 5,55     |       |
| 10.  | Alhaji Jeng            | Szwecja       | –     | o     | xxo   | o     | xxx  | 5,55     | SB    |
| 11.  | Dmitrij Starodubcew    | Rosja         | –     | –     | o     | xxo   | xxx  | 5,55     |       |
| 12.  | Damiel Dossévi         | Francja       | –     | –     | –     | xxo   | xxx  | 5,55     |       |
| 13.  | Jere Bergius           | Finlandia     | –     | –     | xo    | xxx   |      | 5,45     |       |
| 13.  | Michel Claudio Stecchi | Włochy        | –     | o     | xo    | xxx   |      | 5,45     |       |
| 15.  | Giorgio Piantella      | Włochy        | –     | xo    | xxo   | xxx   |      | 5,40     |       |
| 16.  | Edi Maia               | Portugalia    | xo    | o     | xxx   |       |      | 5,20     |       |
|      | Giuseppe Gibilisco     | Włochy        | –     | –     | –     | xxx   |      | NM       |       |

### Finał
| Poz. | Zawodnik                | Reprezentacja | 5.41 | 5.51 | 5.61 | 5.71 | 5.76 | 5.81 | 5.91 | 6.03 | 6.16 | Wynik | Uwagi      |
| ---- | ----------------------- | ------------- | ---- | ---- | ---- | ---- | ---- | ---- | ---- | ---- | ---- | ----- | ---------- |
|      | Renaud Lavillenie       | Francja       | -    | -    | xo   | o    | -    | o    | xxo  | o    | xxx  | 6.03  | WL, NR, CR |
|      | Jérôme Clavier          | Francja       | o    | -    | o    | o    | xo   | xxx  |      |      |      | 5.76  |            |
|      | Malte Mohr              | Niemcy        | -    | xo   | -    | xo   | -    | xxx  |      |      |      | 5.71  |            |
| 4    | Paweł Wojciechowski     | Polska        | -    | xxo  | -    | xo   | xxx  |      |      |      |      | 5.71  |            |
| 5    | Konstantinos Filippidis | Grecja        | xo   | o    | o    | x-   | xx   |      |      |      |      | 5.61  |            |
| 6    | Fabian Schulze          | Niemcy        | -    | o    | xxx  |      |      |      |      |      |      | 5.51  |            |
| 7    | Igor Pawłow             | Rosja         | -    | xo   | -    | xx-  | x    |      |      |      |      | 5.51  |            |
| 8    | Tim Lobinger            | Niemcy        | o    | -    | xxx  |      |      |      |      |      |      | 5.41  |            |